# Heu (bateau)
Pour les articles homonymes, voir heu.

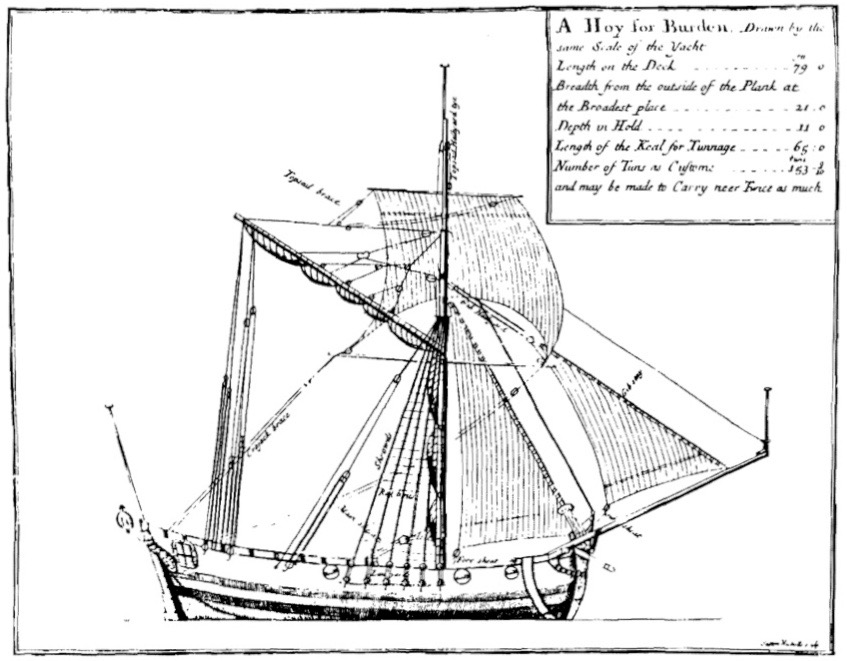
Schéma d'un heu du XVIIIe siècle, donnant les dimensions.

Un heu est un type de voilier de fret et de guerre, de faible tonnage (60 tonneaux), à fond plat, à voile à livarde, gréé en sloop (un mât) ou plus rarement en ketch (deux mâts), le gréement variant selon les époques et le lieu : un ou plusieurs mâts, un ou plusieurs focs, présence parfois de hunier carrée.  
Il est utilisé principalement sur les côtes du Royaume-Uni et aux Pays-Bas du xve au xixe siècle. 

## Étymologie
Le mot dérive du néerlandais hoey ("moyen"). En 1495, l’une des lettres de Paston comprenait la phrase An hoye of Dorderycht (hoye de Dordrecht ). Le terme anglais Heude a été utilisé pour la première fois sur les navires néerlandais entrés en service dans la marine royale britannique pour donner hoy. 

## Évolution et usage

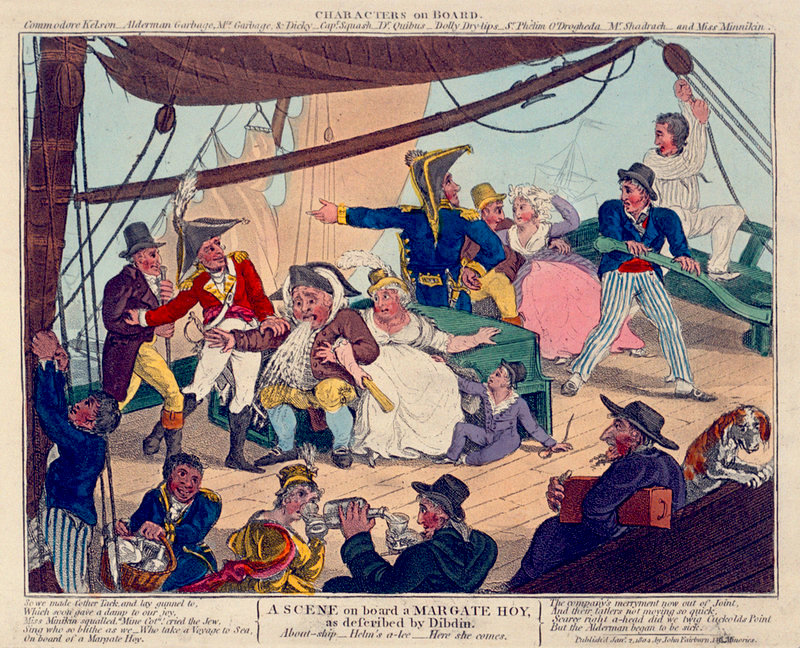
Une scène à bord d'un Margate hoy telle que décrite par Dibden (caricature de 1804, National Maritime Museum, Greenwich)

Au fil du temps, le heu a évolué en termes de conception et d'utilisation.       
Au xve siècle, un heu peut être un petit navire de guerre à voile aurique comme un crommesteven. Comme les formes antérieures de la chaloupe française, il pourrait être un bateau de port lourd et peu naviguant ou un petit bateau de navigation côtière.       
Au xvie siècle, Sir Roger Williams estima qu'une combinaison de maniabilité, de faible tirant d'eau et d'artillerie lourde faisait un navire de guerre plus efficace dans les eaux côtières néerlandaises. Les heus ont joué un rôle important dans le siège de Sluis (1587).      
Aux xviiie et xixe siècles, les heus étaient gréés en sloop et la grand-voile pouvait être équipée avec ou sans bôme. Les heus anglais avaient tendance à être à un seul mât, alors que les heus hollandais avaient deux mâts (gréés en ketch). Principalement et plus tardivement, le heu était un bateau à passagers ou un cargo. Pour les Anglais, le terme heu était aussi utilisé pour un navire travaillant dans l'estuaire de la Tamise et le sud de la mer du Nord à la manière de la barge de la Tamise du xixe et du début du xxe siècle. Aux Pays-Bas, un navire légèrement différent a effectué le même type de travail dans des eaux similaires. Avant le développement des machines à vapeur, le passage des bateaux dans des endroits tels que l'estuaire de la Tamise et les estuaires des Pays-Bas nécessitait une utilisation habile des marées, autant que du vent.      
Les heus transporterait également des cargaisons ou des passagers vers les plus gros navires ancrés dans la Tamise. La Compagnie britannique des Indes orientales utilisait des heus comme allège pour les grands navires qui ne pouvaient pas remonter la Tamise jusqu'à Londres. Ceux-ci étaient communément appelés East India hoys.      
Au xviiie et au début du xixe siècle, les heus anglais se livrèrent à un commerce entre Londres et la côte nord du Kent, permettant à la classe moyenne londonienne d'échapper à la ville pour retrouver l'air plus rural de Margate, par exemple. D'autres ont navigué entre Londres et Southampton. Celles-ci étaient connues sous le nom de margate hoys ou Southampton hoys et on pouvait les héler de la côte pour aller chercher des marchandises et des passagers. 
L’introduction des premiers navires à vapeur a considérablement développé le commerce. Au même moment, les péniches prenaient le contrôle du fret côtier sur les itinéraires les plus courts. Ensemble, ces développements ont eu pour effet de faire péricliter l'usage des heus.                

## Royal Navy

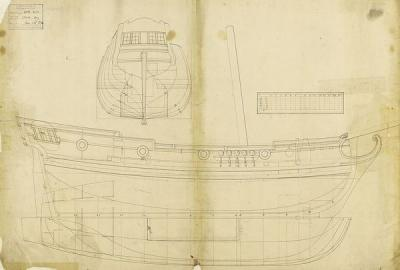
Plan de l'Amirauté du Lyon (1709, National Maritime Museum, Greenwich)

La marine royale britannique utilisait des heus spécialement construits pour transporter de l'eau douce, de la poudre à canon ou du ballast. Certains étaient employés à des tâches telles que la pose de bouées ou des travaux d'arpentage, tandis que d'autres servaient à escorter des convois côtiers. D'autres encore étaient au Revenue service. 
En 1793–1794, la Royal Navy fit l'acquisition de 19 heus hollandais comme navires de guerre côtiers, notamment pour servir sous l'amiral Sir Sidney Smith. En service naval, ils comptaient 30 hommes d'équipage et portaient chacun un canon de 24 livres et trois caronades de 32 livres, comme le HMS Scourge et HMS Shark (l'équipage de Shark se mutina en 1795 et la livra aux Français). Vers la fin des guerres de la Révolution française, la Royal Navy vendit le reste de ses armes.   
L'inquiétude quant à une éventuelle invasion française a conduit la Royal Navy, le 28 septembre 1804, à armer 16 heus à Margate pour la défense de la côte. L'un d'eux portait le nom de King George. La marine avait à son bord un capitaine et neuf hommes des Sea Fencibles. La même préoccupation a également conduit les Britanniques à construire plus de cent tours Martello le long des côtes britanniques et irlandaises. 
Parce que la plupart des heus étaient des marchands, ils étaient souvent pris en temps de guerre. De nombreux soldats du service naval britannique avaient été capturés par des ennemis. L’une des plus anciennes est la Mary Grace, capturée en 1522. 

## Équivalent en France

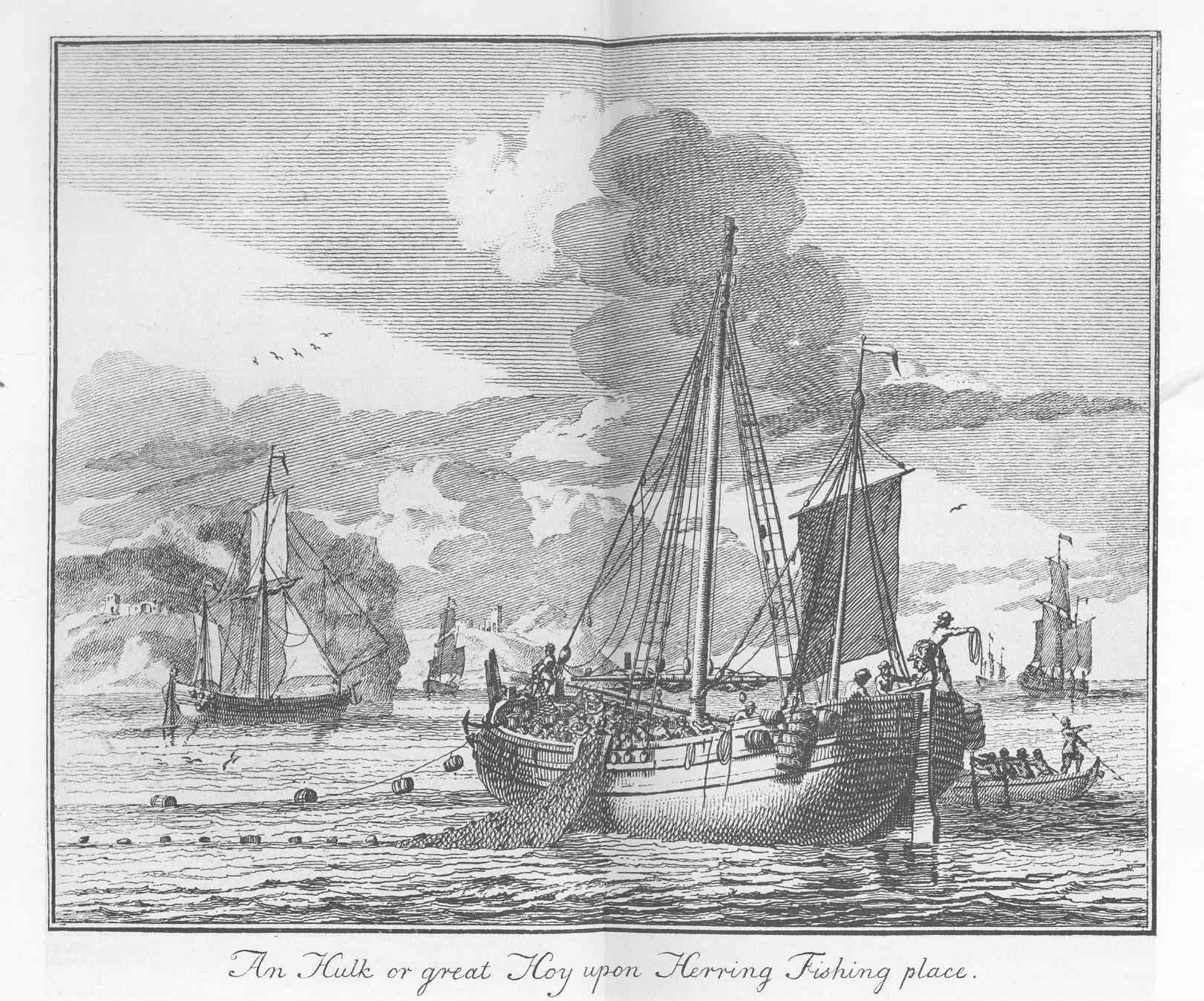
Houlque ou grand Heu péchant.

Sur la côte française, un type de navire similaire, mais généralement plus rapide était appelé chasse-marée sur la côte bretonne. Il s’est spécialisé dans l’acheminement du poisson de mer frais vers le marché. Il était normalement grée comme un lougre à trois mâts.

## Galerie d'images

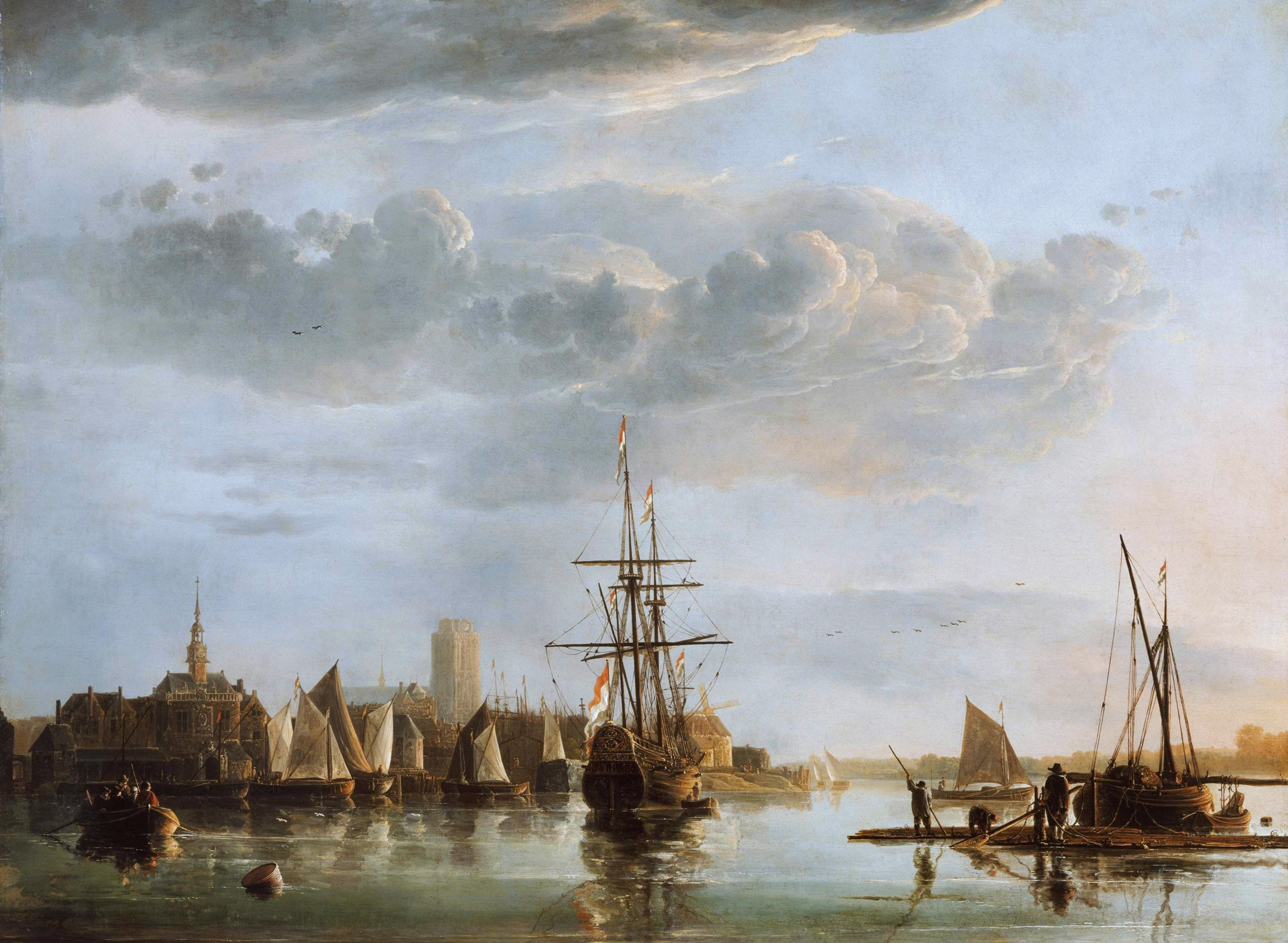
East Indiaman et heus au large de Dordrecht (Albert Cuyp, xviie siècle).
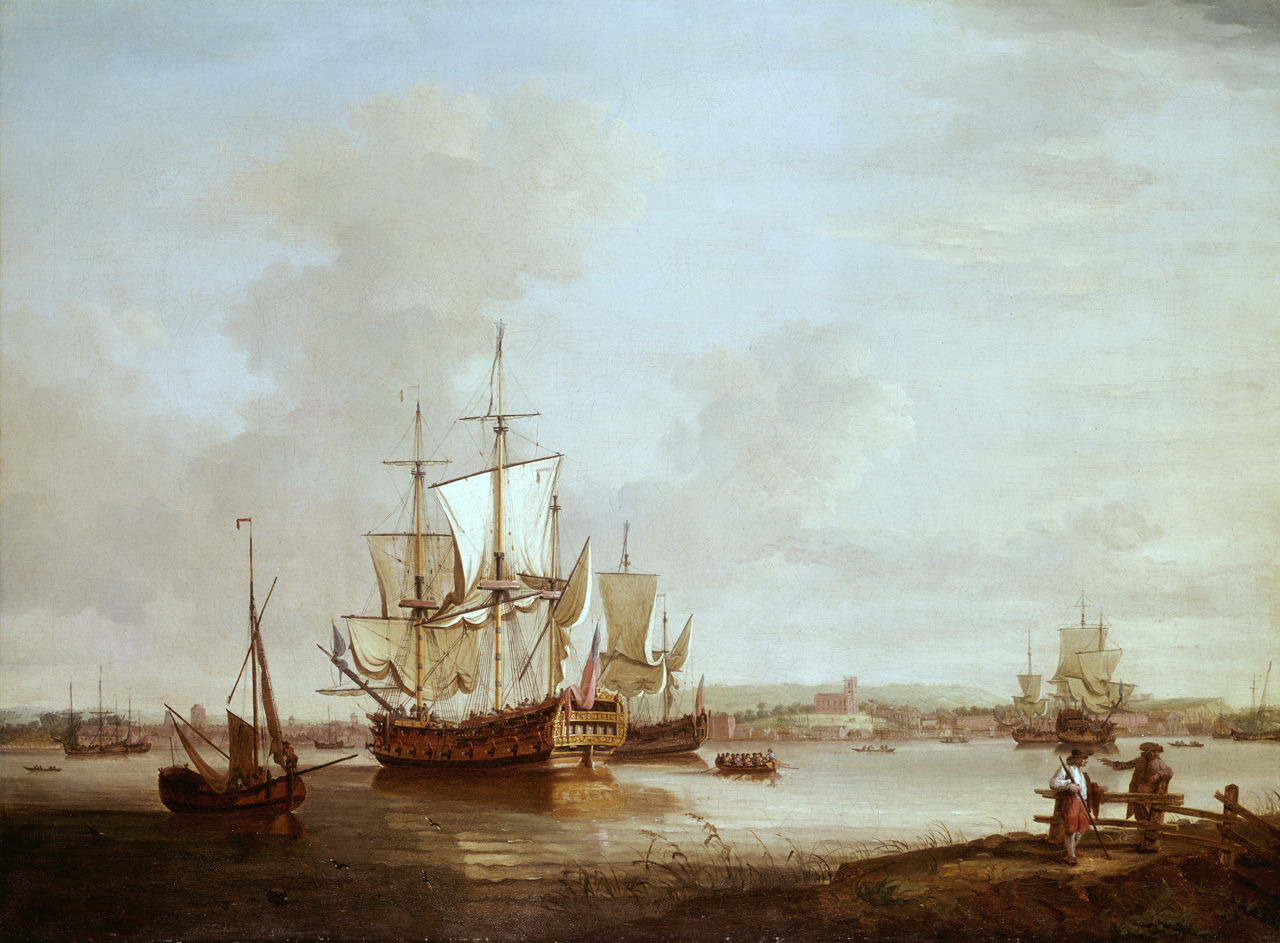
Le navire au premier plan à gauche est un heu (Envoi de Woolwich, Thomas Mellish, 1748, musée maritime national).